# Ugo di Santalla
Ugo di Santalla (fl. XII secolo) è stato un traduttore spagnolo che operò nella prima parte del XII secolo.

## Biografia
Dalla lingua araba egli tradusse in latino testi di alchimia, astronomia, astrologia e geomanzia. 
Si crede sia stato prete in Spagna, operante a Tarazona.
Lavori a lui attribuiti sono le traduzioni di Ahmad ibn Muhammad ibn Kathīr al-Farghānī (Alfraganus), di Abū l-Hasan ʿAlī ibn Abī l-Rijāl (Haly Abenragel), il Liber de secretis naturae di Apollonio di Tiana, De Spatula sulla divinazione, e la nota Tabula Smaragdina. Il suo Liber Aristotilis fu un'antologia di materiali di provenienza greca e persiana, nessuno dei quali peraltro attribuibili ad Aristotele.